# الجداب (حجر)

تعديل مصدري - تعديل

الجداب هي إحدى قرى عزلة الجول بمديرية حجر التابعة لمحافظة حضرموت، بلغ تعداد سكانها 82 نسمة حسب تعداد اليمن لعام 2004.